# Magnum Light Phaser

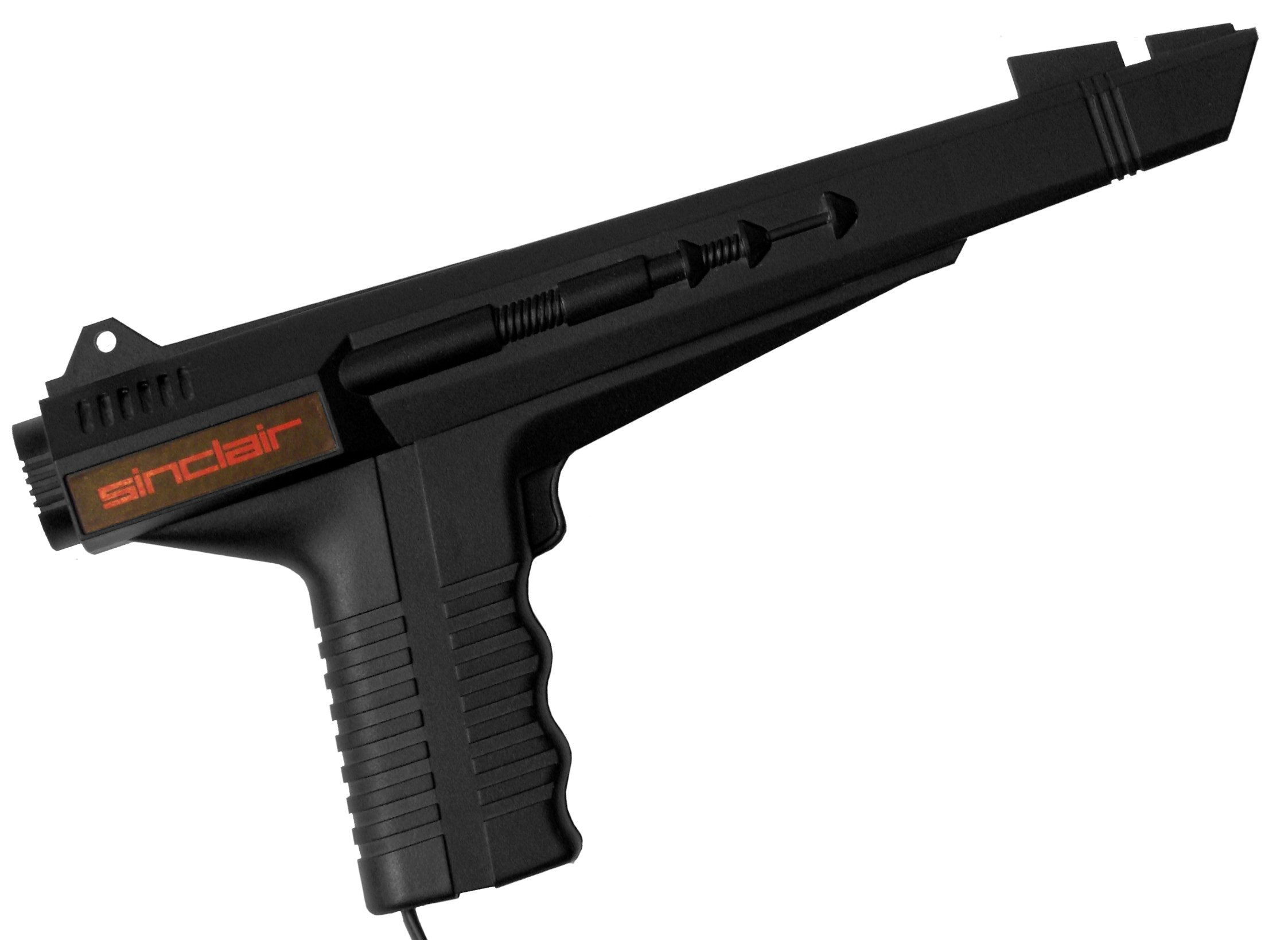
Magnum Light Phaser

A Magnum Light Phaser é uma pistola de luz criada em 1987 para o computador ZX Spectrum. Uma versão também foi lançado para o Commodore 64/128. Foi da Amstrad o último periférico para o console de videogame. A Magnum Light Phaser, em muitos aspectos se assemelha a Light Phaser, do Master System revólver, lançado em 1986.

## Jogos Suportados
Spectrum:
- Bullseye
- James Bond 007
- Mísseis: Ground Zero
- Operação Lobo
- Robot Attack
- Recruta
- Solar Invasion

Incluído com o Commodore 64 versão:
- Baby Blues
- Tempestade Cósmica
- Ghost Town
- Goosebusters
- Gunslinger
- Operation Wolf (substitui o NEOS opção de controle do mouse)

Incluído com o pacote Lightgun Commodore 64, e compatível com o Magnum:
- Exército Dias
- Bandido
- Time Traveller
- Blaze-Out (compilação de sequências de jogo com controles Oceano lightgun)